# Lucas 14

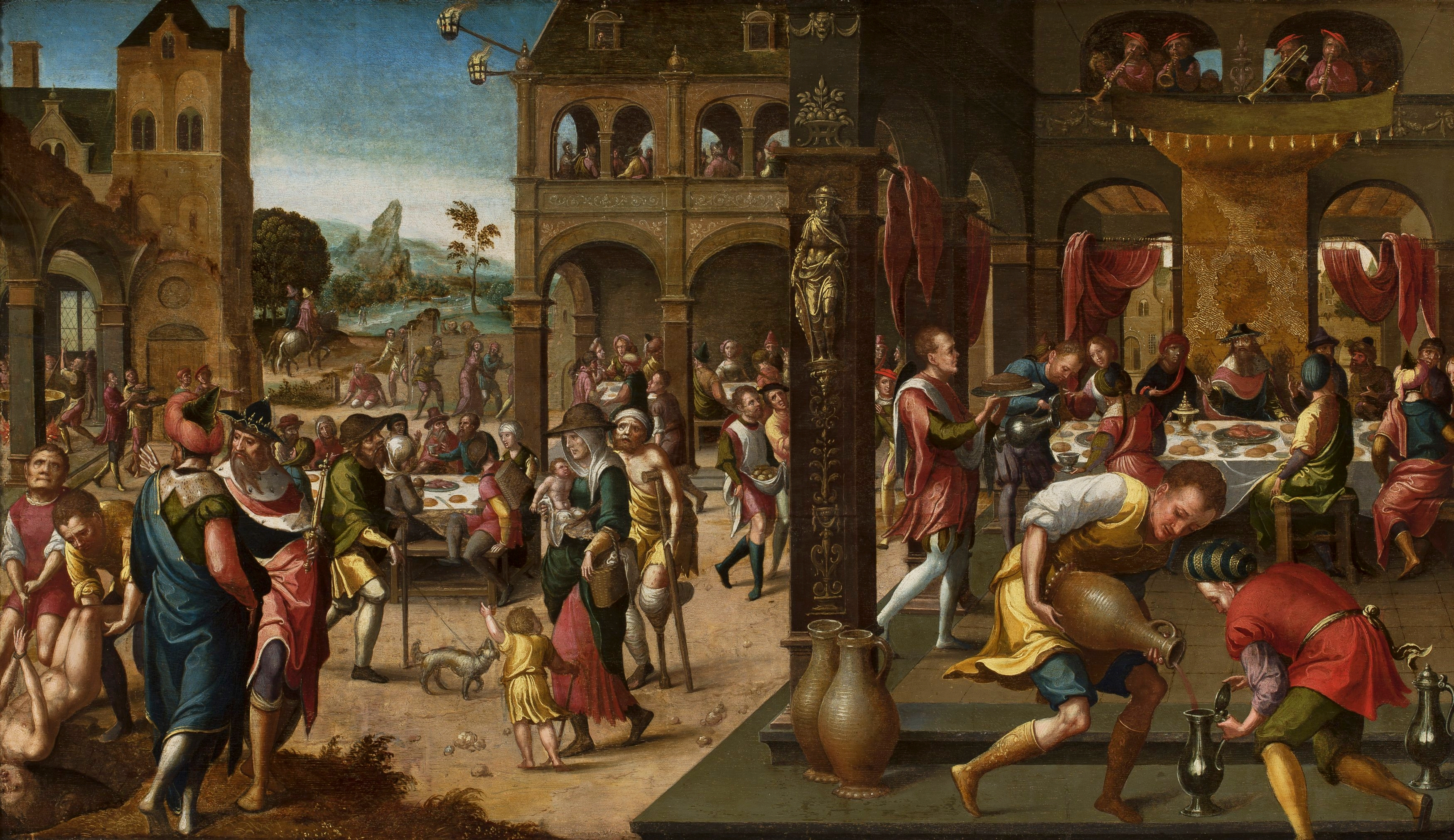
"Convidados do Grande Banquete", uma das parábolas de Jesus em Lucas 14.
1525. Pelo "Monogramista Brunswick", atualmente no Museu Nacional de Varsóvia, na Polônia.

Lucas 14 é o décimo-quarto capítulo do Evangelho de Lucas no Novo Testamento da Bíblia. Ele relata mais um milagre de Jesus realizado num sabá (vide Jesus curando a mulher enferma em Lucas 13), seguido por ensinamentos e parábolas.

## Homem com hidropisia
Este milagre é relatado apenas em Lucas 14:1–6. Durante um sabá, Jesus foi recebido para uma refeição na casa de um proeminente fariseu para ser observado de perto. Lá, à sua frente, estava um homem que sofria de hidropisia, com o corpo inchado pela acumulação de líquidos. Jesus perguntou aos fariseus e aos doutores da Lei: «É lícito ou não curar no sábado?» (Lucas 14:3)
Eles permaneceram em silêncio e, assim, Jesus tomou o homem pelas mãos, curou-o e o mandou ir pra casa. Ao terminar, perguntou-lhes novamente: «Qual de vós, se um filho ou um boi cair num poço, não o tirará logo, mesmo em dia de sábado?» (Lucas 14:5) A resposta novamente foi o silêncio.

## Parábola da Festa de Casamento
Esta parábola (Lucas 7:14) é uma das que só existem no Evangelho de Lucas e está imediatamente antes da Parábola do Banquete de Casamento (Lucas 14:15–24). No Evangelho de Mateus, a versão da Parábola do Banquete é também ambientada numa festa de casamento, o que provoca alguma confusão entre as duas (Mateus 1:14).

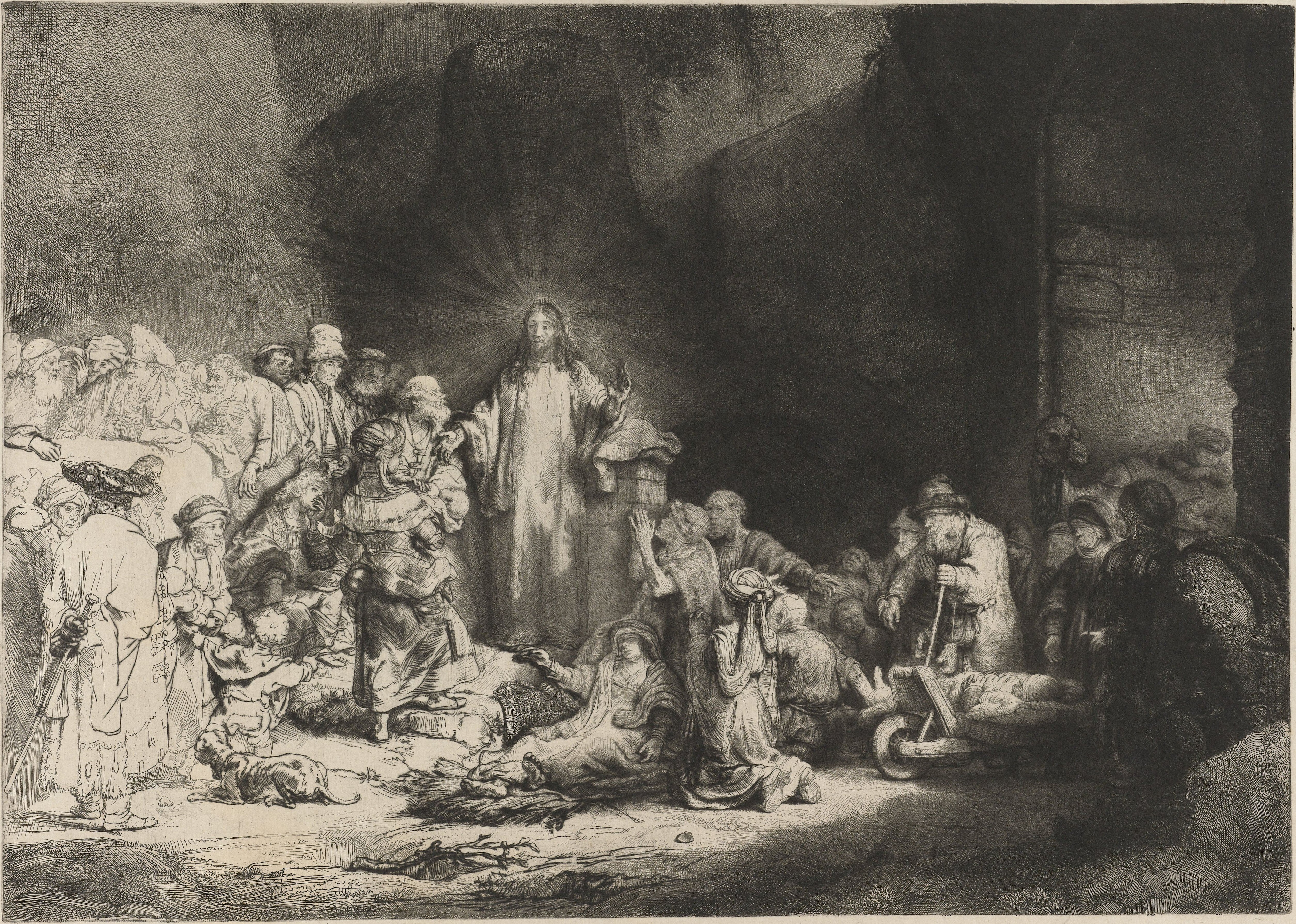
Jesus curando o homem com hidropisia.

Um casamento, na época, era um evento sagrado e muito alegre que chegava a durar até uma semana. Quando Jesus contou esta parábola, muitos foram capazes de entender sua mensagem justamente por ele utilizar um casamento judaico como ambiente para sua lição. Neste trecho está uma das frases famosas de Jesus:
| “ | «Pois todo o que se exalta, será humilhado; mas todo o que se humilha, será exaltado.» (Lucas 14:11) | ” |

A mesma frase está Lucas 18 (Lucas 18:14) e Mateus 23 (Mateus 23:12) e uma similar em Mateus 18 (Mateus 18:4).

## Parábola do Banquete de Casamento
Esta parábola, conhecida ainda como "Casamento do Filho do Rei" ou, confusamente, "Parábola da Festa de Casamento" é encontrada em Lucas (Lucas 14:15–24) e em Mateus (Mateus 22:1–14). A imagem escatológica de um casamento está presente também na Parabóla do Servo Fiel e na Parábola das Dez Virgens. Nesta, Jesus estende o convite original (aos judeus) também para os gentios e, em Lucas, para «os pobres, os aleijados, os cegos e os coxos» (Lucas 14:21).

## Contando o custo
Esta parábola trata do sacrifício necessário para poder ser um discípulo de Jesus de fato: «Quem não carrega a sua cruz e não me segue, não pode ser meu discípulo [...] Assim, pois, todo aquele que dentre vós não renuncia a tudo o que possui, não pode ser meu discípulo.» (Lucas 14:27–33)
Este trecho é similar a Mateus 8 (Mateus 8:18–22) e Lucas 9 (Lucas 9:57–62).

## Sal sem gosto
O capítulo termina com um trecho muito breve (Lucas 14:34–35) no qual Jesus avisa que o sal que se torna insípido e, por isso, é inútil, será jogado fora e esquecido, um novo alerta aos que se desviam do caminho ensinado por ele. Este trecho é similar a Mateus 5 (Mateus 5:13).

## Texto

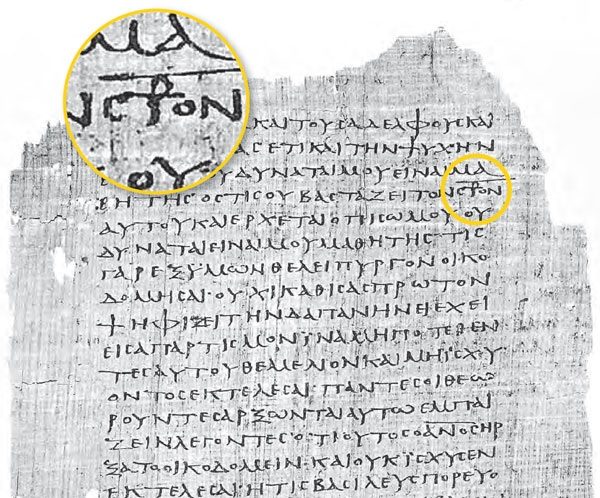
Estaurograma no versículo 27 do Papiro 75 (um dos Papiros de Bodmer), que contém todo o Evangelho de Lucas.

O texto original deste evangelho foi escrito em grego koiné e alguns dos manuscritos antigos que contém este capítulo, dividido em 35 versículos, são:
- Papiro 75 (c. 175-225) - o versículo 27 contém um estaurograma.
- Papiro  45 (c. 250)
- Codex Vaticanus (325-350)
- Codex Sinaiticus (330-360)
- Codex Bezae (c. 400)
- Codex Washingtonianus (c. 400)
- Codex Alexandrinus (c. 400-440)
- Codex Ephraemi Rescriptus (c. 450)